# Michaela Haladová
Michaela Haladová (* 30. prosince 1990 Strakonice) je česká modelka a choreografka, II. vicemiss Miss Tourism World 2013 v Rovníkové Guineji, TOP 10 a Miss Talent na soutěži Miss Tourism International 2016 v Malajsii, Miss Talent Global Beauty Queen v Jižní Koreji, ambasadorka za Českou republiku na soutěži Miss Fashion TV na Kypru, vítězka českých soutěží krásy Miss Princess of the World, Miss Junior, Miss Motorsport, Miss Maminka...
Michaela Haladová navštěvovala Základní školu F. L. Čelakovského s rozšířenou výukou jazyků. V letech 2006–2010 studovala na gymnáziu ve Strakonicích. Dále studovala naFakultě podnikohospodářské Vysoké školy ekonomické v Praze a poté na Vysoké škole obchodní v Praze magisterský obor Management cestovního ruchu. Ovládá anglický, ruský a německý jazyk (Sprachdiplom Mittelstufe B2).

## Společenské tance
Od svých 5 let začala tancovat společenské tance. Věnovala se jim 12 let až do roku 2008, kdy skončila se soutěžním tancem. Od roku 2005 taneční třída M v latinskoamerických i standardních tancích. Zúčastnila se mezinárodních tanečních soutěží v Moskvě, Berlíně, Vídni, Záhřebu, Linzi či Wellsu. Největší taneční úspěchy:
- Vicemistr ČR v deseti tancích 2007 v kategorii Mládež
- Finalista ČR v deseti tancích 2007 v kategorii Dospělí
- 4. místo na MČR 2007 v latinskoamerických tancích tancích v kategorii Mládež
- 4. místo na MČR 2007 ve standardních tancích v kategorii Mládež
- Vicemistr ČR v latinskoamerických tancích 2006 v kategorii Mládež
- Vicemistr ČR ve standardních tancích 2006 v kategorii Mládež
- Vicemistr ČR v deseti tancích 2006 v kategorii Mládež

2008–2016 vedení tanečních kurzů a soustředění, dětí i dospělých, choreografie eventů, tanečních exhibic, akcí typu Miss, maturitních plesů, svateb, management módních přehlídek, maturitních plesů, firemních akcí.

## Choreografie
- příprava soutěžících na MISS, choreografie volných disciplín (nejen tanečních), výuka modelingové chůze
- svatební tanec
- maturitní vystoupení
- tematické taneční show

### 2016 – Miss Aerobik 2016
společná taneční choreografie ve stylu Brazílie pro finalistky Miss Aerobik 2016
choreografie finalistek Missis Aerobik pro módní přehlídku společenských šatů

### 2016 – Ballantines Brasil summer dance show
taneční brazilská choreografie dle vzoru OH 2016 v Brazílii pro tříměsíční letní taneční road show po ČR

### 2016 – Supermiss 2016
choreografie společné taneční přehlídky všech finalistek ve sportovním oblečení Litex
choreografie a idea pro volnou disciplínu Moniky Krpálkové
společná dvojitá choreografie všech finalistek plavek značky Litex

### 2016 – TOP MODEL OF THE YEAR 2016
taneční choreografie plavek Timo společně s taneční show JM DANCE

### 2015 – Senior roku 2015
choreografie celého galavečera v Hilton Prague , příprava finalistů a finalistek, dotváření volných disciplín
2007–2016 – tvorba a choreografie vlastních tanečních show na motivy známých filmových postav, dobové choreografie,

### 2009–2016 – svatební choreografie
1.tanec novomanželů, taneční vystoupení novomanželů na svatební hostině

### 2007–2016 – choreografie maturitních plesů
slavnostní nástup, společný tanec maturantů, půlnoční překvapení

## Soutěže Miss
Největším úspěchem z celé řady vítězství bylo v roce 2013, kdy byla vyslána na světovou soutěž Miss Tourism World, jejíž finále se konalo 12. října 2013 v africké Rovníkové Guineji, zde se umístila na 3. místě. v konkurenci 60 států světa.
V roce 2000 vyhrála soutěž Miss mléko, která se konala 23. května v pražském Divadle Milénium. Bylo jí teprve 9 let, tím však nastartovala svou kariéru Miss a začala předvádět dětské kolekce na módních přehlídkách spolu s Monikou Žídkovou, Michaelou Salačovou, Leošem Marešem. Tuto soutěž vyhrála v roce 1998 i Miss World 2006 Taťána Kuchařová.
V roce 2007 se zúčastnila soutěže Miss Junior České republiky, jejíž finále se konalo 20. září v Národním domě na Vinohradech v Praze, a stala se vítězkou a ještě získala tituly Miss Junior České republiky Sympatie, Miss Junior České republiky Media a Miss Junior České republiky Horstav.
V roce 2009 se zúčastnila soutěže Miss Europe & World Junior Czech, která se konala 6. června 2009 v kulturním centru Fabrika ve Svitavách. Zde se umístila na 1. místě a byla vyslána na mezinárodní finále Miss Princess of the World, které se konalo 26. září 2009 v TOP HOTELU Praha. Zde se umístila v TOP 9 a získala titul Miss Talent (tancovala latinskoamerické tance).
V roce 2015 byla již podruhé semifinalistkou Česká Miss 2015, byla vyslána na Miss Fashion TV 2015, která se konala v červnu tohoto roku na ostrově Kypr. Dále reprezentovala Českou republiku v Jižní Koreji na Miss Global Beauty Queen 2015, kde získala cenný titul Miss Talent 2015 a také se umístila v TOP 15 nejlepších dívek. V roce 2015 se také stala Miss Motorsport 2015.
Zapojuje se do charitativních a sociálních aktivit a zúčastňuje se benefičních akcí. V roce 2016 – Taneční ples Petra Macha pro děti nemocné ichtyózou.
Ostatní soutěže
- Top Model of the year 2012 – 3. místo, Miss Internet
- ČESKÁ MISS 2011 – semifinalistka (19 dívek)
- Tvář roku ČR 2008 – 3. místo
- Miss Modeling Junior 2006 – vítězka
- Česká Miss 2015 – semifinalistka

## Filmografie
- Krycí jméno Holec (2016): historický, drama
- Modelky s.r.o. (2014): komedie
- Mléčná dráha (2003): vítězka soutěžního pořadu TV Nova
- Prima jízda (2001, 2000): pořad TV Prima
- Tvoje Tvář Má Známý Hlas (2018,2019): pořád TV Nova
- Policie Modrava (2019): kriminální seriál

## Reklamní spoty
- Nadra-In Forte –
- Paris Queen Couture –
- Tatra – Jesenka –
- Albert – tm0|https://www.youtube.com/watch?v=uzh5df__tm0
- Albixon –
- Moravskoslezský kraj –
- JM DANCE –
- Macy´s
- T-mobile
- Korunní